# 耶律兴哥
耶律兴哥（?—?），为契丹（遼朝）皇族，辽圣宗耶律隆绪的第十四女。
耶律兴哥母亲艾氏。耶律兴哥下嫁南京统军萧王六。大延琳知黄龙府、保州不附，分兵西取沈州，节度使萧王六初至，副将张杰声言欲降，所以没有急攻。  

## 传記資料
- 《遼史》公主表